# Ackeburg
Die Ackeburg, auch Ackenburg genannt, ist der Burgstall einer hochmittelalterlichen Höhenburg im Harz. Sie liegt nahe Meisdorf im Stadtgebiet von Falkenstein/Harz im sachsen-anhaltischen Landkreis Harz.
Die Burg wurde 1216 erstmals erwähnt und gilt seit 1400 als aufgegeben oder zerstört. Es gab dort auch das Dorf Akkeburg.

## Geographische Lage
Der Burgstall Ackeburg liegt im Unterharz innerhalb des Harzkreises. Sie befindet sich zwischen Mägdesprung (nördlicher Ortsteil von Harzgerode) und Meisdorf (südwestlicher Ortsteil von Falkenstein/Harz) auf einem felsigen Bergrücken (333,2 m ü. NHN) nördlich oberhalb des Tals der Selke. In bewaldeter Landschaft des Naturparks Harz/Sachsen-Anhalt liegt er im Naturschutzgebiet Selketal etwa 3,7 km südwestlich der Dorfkirche von Meisdorf.
Etwa 1,2 km südwestlich liegt der Burgstall Alter Falkenstein und zirka 1 km südöstlich die Burg Falkenstein (Neuer Falkenstein) – beide jenseits des Selketals.

## Geschichte und Anlage
Die Ackeburg wurde erstmals 1216 als Sitz von Burgmannen des Grafen von Falkenstein erwähnt. Sie gilt, wie auch das einstmals an oder nahe der Burg gelegene Dorf Akkeburg, von dem nichts mehr vorhanden ist, seit 1400 als aufgegeben oder zerstört. Besitzer der Burganlage waren die Herren von Ackeburg.
Die Burganlage, die aus Haupt- und Vorburg mit Halsgraben und mehreren Wällen bestand, hatte eine auf einer felsigen Anhöhe stehende Hauptburg von etwa 30 m Durchmesser. Oberhalb davon, in Richtung höchster Stelle der Anhöhe, stand eine etwa 11 m breite Vorburg. Heutzutage sind am Burgstall noch Teile von Halsgraben und Querwall zu sehen.

## Aussichtspunkt und Wandern

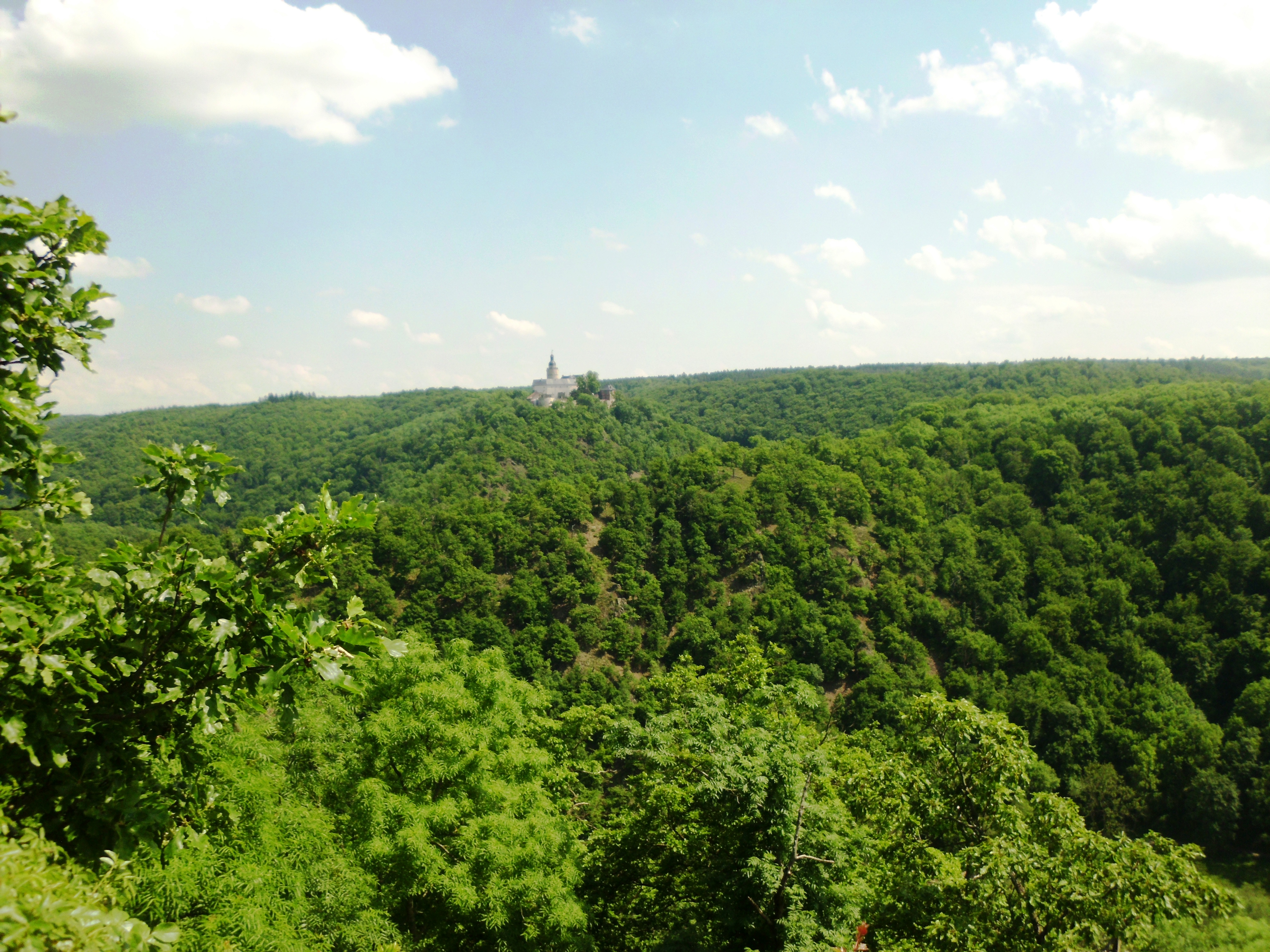
Blick von der Selkesicht in Richtung Burg Falkenstein

Zur Ackeburg gelangt man von Meisdorf auf Waldwegen, unter anderem auf der Meisdorfer Trift vorbei am Eckartsberg (330,5 m) und Wilhelmsberg (329,8 m) und letztlich auf dem Lumpenstieg. Etwa 100 m südsüdöstlich des Burgstalls liegt der Aussichtspunkt Selkesicht (ca. 330 m; ⊙; mit Picknickplatz), der als Nr. 204 in das System der Stempelstellen der Harzer Wandernadel einbezogen ist. Von dort fällt der Blick in das Selketal und zur jenseits davon stehenden Burg Falkenstein (Neuer Falkenstein). Die Selke fließt an der südlich der Selkesicht gelegenen Akkeburgbrücke (207,6 m) auf etwa 205 m Höhe, sodass zwischen Aussichtspunkt und Fluss etwa 125 m Höhenunterschied liegen. Wie die Burg ist auch die Selkesicht auf dem Lumpenstieg zu erreichen, der etwas weiter östlich steil hinab zum Gasthaus Zum Falken im Selketal führt, wo er auf den Selketalstieg und Europäischen Fernwanderweg E11 trifft.